# Robert Grosseteste
Robert Grosseteste (kolem 1175 Stradbroke, Suffolk – 9. října 1253 Lincoln) byl anglický učenec, teolog, profesor univerzity v Oxfordu a biskup v Lincolnu. Zabýval se filosofií, geometrií, optikou a teologií, překládal z řečtiny a snažil se o reformy v církvi.

## Život
Pocházel z drobné normanské šlechty, studoval na katedrální škole v Hertfordu a patrně také v Paříži, od roku 1229 přednášel na františkánské koleji v Oxfordu a snad se tam stal také kancléřem nebo děkanem (magister scholarium). Kázal, vykládal různé biblické knihy a teologický zájem ho vedl ke studiu přírody, zejména optiky, protože byl přesvědčen, že Bůh je světlo. Když byl roku 1235 zvolen biskupem v Lincolnu, vzdal se svých ostatních prebend a zavedl biskupské visitace po celé rozsáhlé diecézi.

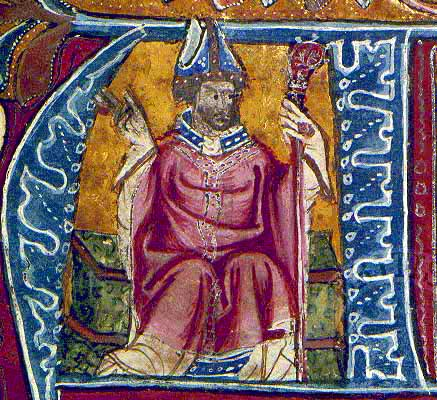
Robert Grosseteste (Miniatura, 14. stol.)

Tím se dostal do sporu s mnoha preláty, který musel řešit koncil v Lyonu roku 1245, který dal Grossetestovi za pravdu. V otázkách církevní politiky stál Grosseteste při Tomáši Becketovi proti králi, později však také hájil zájmy anglické církve proti papežským zásahům, zejména při udělování prebend. Dostal se také do sporu s novým arcibiskupem v Canterbury, Bonifácem Savojským, a roku 1250 obhájil své názory před papežem Inocentem IV. v Římě. O pravosti jeho listů s ostrou kritikou papežské církevní politiky někteří současní vědci pochybují.

## Význam a vliv
Zatímco pozdější historici v něm viděli především církevního politika, jeho následovníci – například Roger Bacon – ho cenili především jako teologa a všestranného učence. Grosseteste psal francouzské básně, kázání a teologicko-vědecké traktáty, například o svobodné vůli nebo o povaze pravdy, ale také o světle, o přílivu a odlivu, o geometrii a o duze.

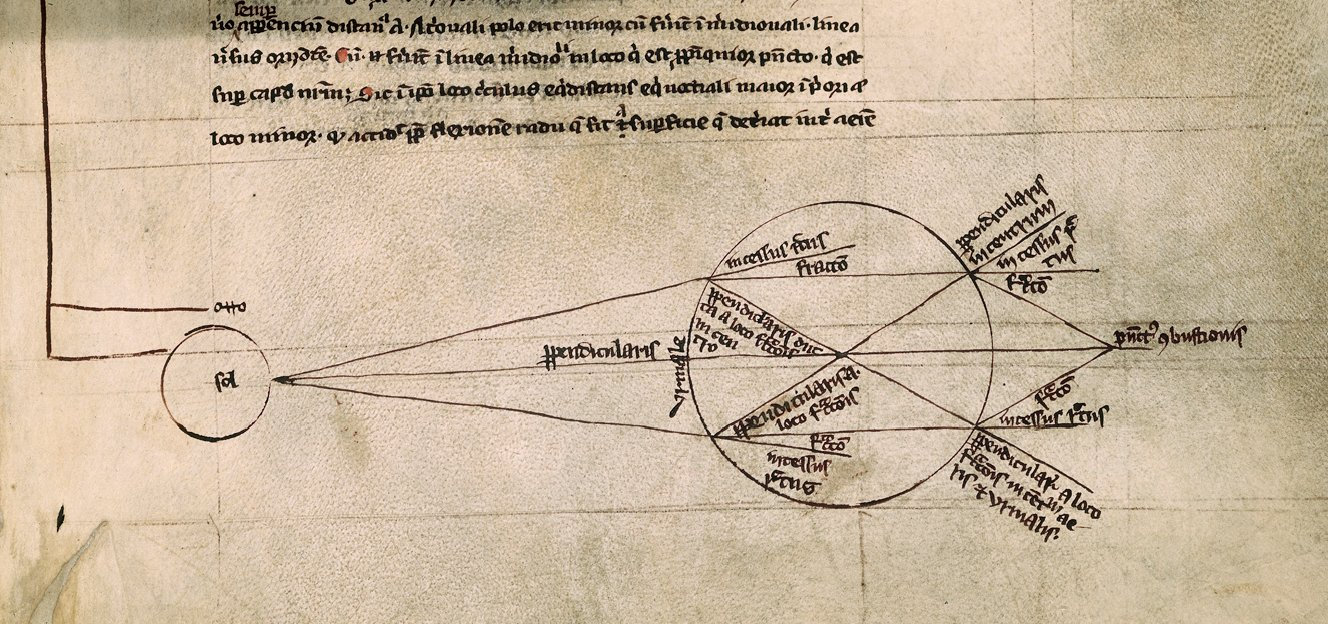
Lom světla v baňce s vodou (Grosseteste nebo Roger Bacon)

Grosseteste byl patrně jedním z prvních scholastiků, který studoval Aristotela v řečtině, přeložil do latiny "Etiku Nikomachovu" a pochopil Aristotelovu vědeckou metodu pozorování, zobecňování, formulace obecných zákonitostí a předpovídání na jejich základě. Při tomto „rozdělování a spojování“ se ovšem podle Grossetesta výsledky mají ověřovat i pozorováním. Někteří historikové vědy ho pokládají za zakladatele vědeckého myšlení v západní Evropě. Ačkoli nelze doložit, že by se s ním někdy setkal, Roger Bacon zřejmě na Grossetesta navázal a rozvinul jeho myšlenky o světě, o pohybu a o světle.